# Innenstadt I
Innenstadt I è il primo distretto (Ortsbezirk) della città tedesca di Francoforte sul Meno.

## Suddivisione amministrativa
Il distretto è diviso in 5 quartieri (Stadtteil):
- Altstadt
- Bahnhofsviertel
- Gallus
- Gutleutviertel
- Innenstadt